# Sarah Ash
Pour les articles homonymes, voir Ash.
Œuvres principales
- Série Les Larmes d'Artamon

Sarah Ash  (née en 1950 à Bath, dans le Somerset en Angleterre) est une auteure britannique.

## Biographie
Elle commence à écrire pendant son adolescence. À 12 ans, elle rédige son premier roman de fantasy, The Miglas. Elle poursuit pendant 4 ans une formation musicale l'université de Cambridge, cet intérêt pour la musique et le théâtre la mènera vers l'enseignement. Chaque roman, écrit-elle, a sa propre musique secrète. Elle dirige également la bibliothèque d'une école primaire proche de chez elle. Sarah Ash vit avec son mari et ses deux fils à Beckenham dans le Kent.

### SérieLes Larmes d'Artamon
1. Seigneur des neiges et des ombres, Bragelonne, 2006 ((en) Lord of snow and shadows, 2003)réédité en 2008 par Le Livre de poche
2. Le Prisonnier de la tour de fer, Bragelonne, 2006 ((en) Prisoner of Ironsea Tower, 2004)Connu également sous le titre de Prisoner of the Iron Tower. La version française a été rééditée en 2008 par Le Livre de poche
3. Les Enfants de la porte du serpent, Bragelonne, 2007 ((en) Children of the Serpent gate, 2005)réédité en 2009 par Le Livre de poche

### Série PréquelleLes Larmes d'Artamon
1. La Traque de l'ombre, Bragelonne, 2008 ((en) Tracing the shadow, 2008)
2. La Fuite dans les ténèbres, Bragelonne, 2009 ((en) Flight into Darkness, 2009)

### Divers
- Merveille, Nestiveqnen, 2003 ((en) Merveille, 1997)Paru dans la Revue Faeries n° 13, spécial Harry Potter, Hiver 2003-2004